# Gianluca Basile
Gianluca Basile (Ruvo di Puglia, 24 gennaio 1975) è un ex cestista italiano.

## Carriera

### Club
Nativo di Ruvo di Puglia, Basile venne segnalato tramite un amico a Virginio Bernardi, che all'epoca era allenatore della Pallacanestro Reggiana. Il provino fu positivo, ed egli entrò così a far parte delle giovanili del club emiliano.

Basile nel 1997-98 a Reggio Emilia

Al termine della stagione 1994-95 Reggio Emilia scese dalla Serie A1 alla A2, ed il nuovo capo allenatore Giordano Consolini (già responsabile del settore giovanile) in vista del campionato seguente decise di promuovere Basile in prima squadra. Nella sua prima stagione in A2 disputò, tra regular season e play-off, 39 partite viaggiando a 4,7 punti a partita in 17,2 minuti di utilizzo medio. Un anno più tardi, nel 1996-97, incrementò sensibilmente le proprie cifre, contribuendo a riportare i biancorossi nella massima serie con i suoi 12,5 punti di media realizzati nei 29,8 minuti concessigli a gara da coach Consolini.
Esordì in Serie A1 nel 1997-98, sotto la guida tecnica del nuovo allenatore "Dado" Lombardi che nel corso della sua gestione lo spostò dal ruolo di guardia a quello playmaker. Nonostante il salto di categoria, Basile riuscì a confermarsi sui livelli dell'anno precedente, ritoccando al rialzo le proprie cifre in 13,2 punti a gara a fronte di 33,0 minuti in campo. La squadra si salvò all'ultima giornata riuscendo però a qualificarsi per i play-off, fase in cui iniziò una cavalcata che portò ad eliminare prima Milano e poi la Benetton Treviso grazie anche all'apporto dello stesso Basile (che nella decisiva gara 5 vinta contro i veneti, per esempio, segnò 24 punti e subì 11 falli).
In estate Basile venne conteso dalle due squadre bolognesi, ma i reggiani non lo cedettero. Iniziò così in biancorosso anche la stagione 1998-99, pur continuando ad essere un obiettivo di mercato delle suddette.

Nel 2002 alla Fortitudo Bologna

Nel gennaio 1999, a campionato in corso, si concretizzò il passaggio alla Fortitudo Bologna, che si aggiudicò il giocatore soffiandolo ai cugini delle vu nere attraverso un'operazione di mercato che portò Basile a Bologna e Roberto Chiacig a Reggio come parziale contropartita, oltre ad una somma di denaro miliardaria versata nelle casse reggiane (cifra che non venne però resa nota). Il suo arrivo alla Fortitudo avvenne praticamente in contemporanea alla partenza del playmaker Vinny Del Negro, a sua volta tornato in NBA con la fine del lockout. Nelle restanti partite dell'annata 1998-99 con i nuovi colori partì spesso dalla panchina, vista anche la presenza nei ruoli di play e guardia di Damir Mulaomerović, Marko Jarić e Carlton Myers, ma si ritagliò comunque più di 20 minuti di media. A causa dei regolamenti dell'epoca, non poté però essere utilizzato nell'Eurolega 1998-1999.
Nonostante in carriera il suo ruolo sia stato prevalentemente quello di guardia – occupato in quel momento da Myers – a partire dall'anno seguente riuscì ad imporsi come nuovo playmaker titolare grazie anche all'esperienza nel ruolo accumulata in precedenza a Reggio. Quella stagione, 1999-2000, si concluse con il primo storico scudetto della Fortitudo: Basile contribuì con 9,5 punti in 27,7 minuti di media, 1,7 assist, il 57,4% al tiro da due e il 37,6% da tre.
L'annata successiva, a livello di vittorie di squadra, si rivelò più avara di soddisfazioni visto che a vincere tutto (campionato, Coppa Italia ed Eurolega) fu la Virtus Bologna. Quell'anno Basile mise a referto 11,7 punti e 1,8 assist di media, con il 57,2% da due e il 40,3% da tre. Spostato nel frattempo al ruolo di guardia dopo la partenza di Carlton Myers, la sua produzione offensiva nel campionato 2001-02 aumentò a 13,3 punti e 2,1 assist a gara, e si mantenne su medie simili anche negli anni immediatamente a seguire (12,7 punti e 2,1 assist di media nel 2002-03, 13,4 punti e 1,9 assist nel 2003-04). Nel marzo 2004, una sua tripla a 4 secondi dalla fine decise la sfida interna di Eurolega contro l'Efes Pilsen e consentì di conquistare una settimana più tardi l'accesso alle Final Four, nelle quali la Fortitudo superò Siena in semifinale ma perse la finalissima contro i padroni di casa del Maccabi Tel Aviv.
Dopo tre anni in cui la squadra lottò per rimanere ai vertici senza però vincere titoli, Basile e la Fortitudo divennero campioni d'Italia per la seconda volta nella storia al termine della stagione 2004-05. Il 16 giugno 2005 si disputò infatti una a suo modo storica gara 4 delle finali play-off tra Milano e Fortitudo, gara che venne decisa da una tripla di Rubén Douglas (su assist proprio di Basile) che gli arbitri dovettero analizzare per qualche decina di secondi all'instant replay, novità di quell'anno, per decretare che il tiro era stato scoccato in tempo. Nell'arco della stagione totalizzò in campionato 11,5 punti e 2,1 assist.
Quella fu, tuttavia, l'ultima annata di Basile con il club bolognese. Nell'estate del 2005 volle infatti cogliere l'opportunità di approdare al Barcellona, venendo acquistato insieme al compagno di nazionale Denis Marconato. Con il club catalano giocò complessivamente per sei stagioni, durante le quali vince due campionati spagnoli, tre Copa del Rey, due Supercoppe spagnole ed un'Eurolega, quella del 2009-10, la prima e unica da lui vinta in carriera. Nel corso di quest'esperienza partì spesso dalla panchina tranne che durante la stagione 2007-08, l'unica nella quale venne schierato quasi sempre dal primo minuto. Inoltre, nella sua ultima stagione al Barcellona (2010-11) non giocò praticamente mai a causa di due infortuni al quinto metatarso del piede sinistro che richiesero altrettanti interventi chirurgici ed un'assenza di circa sette mesi.
Al termine dell'esperienza in maglia blaugrana tornò a calcare i parquet della Serie A, prima con la maglia della Pallacanestro Cantù, poi con quella dell'Olimpia Milano.
Nel 2013 firmò un contratto con l'Orlandina Basket in Divisione Nazionale A Gold, che all'epoca era il secondo livello del campionato italiano, conquistando una nuova promozione in Serie A. Continuò a vestire la maglia della società siciliana nel massimo campionato italiano fino a quando abbandonò il parquet alla fine della stagione 2015-16.

### Nazionale
Esordì con la Nazionale Italiana il 30 dicembre 1996, in occasione di un'amichevole contro la North Carolina University.
Nel 1997 partecipò ai Giochi del Mediterraneo disputati a Bari, contribuendo alla conquista della medaglia d'argento.
L'anno successivo venne convocato per il Campionato mondiale svolto ad Atene.
Prese poi parte ad EuroBasket 1999 dove l'Italia vinse la medaglia d'oro laureandosi campione d'Europa.
Nel 2000 partecipò alle Olimpiadi di Sydney, in cui gli azzurri arrivarono fino ai quarti di finale dove furono sconfitti 62-65 dai padroni di casa dell'Australia. L'estate seguente fu la volta della partecipazionea ad EuroBasket 2001, chiusi con l'eliminazione ai quarti contro la Croazia.
All'EuroBasket 2003 conquistò insieme agli azzurri la medaglia di bronzo, risultato che qualificò l'Italia alle Olimpiadi.
Proprio alle Olimpiadi di Atene del 2004 si rese protagonista di uno dei più grandi traguardi che la nazionale azzurra sia mai riuscita a raggiungere, conquistando la medaglia d'argento e laureandosi vice-campione olimpico. Nello specifico, durante la semifinale olimpica vinta contro la Lituania Basile fu il vero trascinatore dell'Italia con 31 punti all'attivo, frutto anche di un 7/11 dall'arco dei tre punti.
Altre partecipazioni ad importanti tornei furono quelle ad EuroBasket 2005, ai Mondiali 2006 e ad EuroBasket 2007, l'ultimo a cui prese parte.
Complessivamente, con la maglia azzurra della nazionale maggiore disputò 209 incontri (5º giocatore con più presenze) per un totale di 1 602 punti in un periodo di 11 anni.

## Statistiche

### Campionato
Dati aggiornati al 4 maggio 2016
| Stagione        | Squadra                   | Competizione | Partite | Partite | Partite | Statistiche tiro | Statistiche tiro | Statistiche tiro | Altre statistiche | Altre statistiche | Altre statistiche | Altre statistiche | Altre statistiche |
| Stagione        | Squadra                   | Competizione | Pres.   | Titol.  | Minuti  | Tiri da 2        | Tiri da 3        | Liberi           | Rimb.             | Assist            | Rubate            | Stopp.            | Punti             |
| --------------- | ------------------------- | ------------ | ------- | ------- | ------- | ---------------- | ---------------- | ---------------- | ----------------- | ----------------- | ----------------- | ----------------- | ----------------- |
| 1995-1996       | Pall. Reggiana R.Emilia   | Serie A2     | 39      | 14      | 672     | 53/114           | 13/32            | 38/57            | 58                | 20                | 36                | 0                 | 183               |
| 1996-1997       | Cfm R.Emilia              | Serie A2     | 39      | 39      | 1162    | 183/269          | 5/27             | 106/139          | 157               | 52                | 103               | 2                 | 487               |
| 1997-1998       | Cfm R.Emilia              | Serie A1     | 36      | 36      | 1189    | 157/315          | 20/69            | 101/143          | 155               | 56                | 93                | 4                 | 475               |
| '98-gen. '99    | Zucchetti R.Emilia        | Serie A1     | 19      | 19      | 676     | 67/149           | 15/53            | 22/35            | 73                | 35                | 57                | 5                 | 201               |
| gen. '99-'99    | TeamSystem Bologna        | Serie A1     | 15      | 3       | 351     | 15/29            | 15/41            | 8/15             | 30                | 13                | 33                | 1                 | 83                |
| 1999-2000       | Paf Bologna               | Serie A1     | 40      | 37      | 1109    | 74/129           | 53/141           | 71/87            | 103               | 66                | 57                | 4                 | 378               |
| 2000-2001       | Paf Bologna               | Serie A1     | 41      | 35      | 1195    | 91/159           | 81/201           | 55/81            | 131               | 75                | 76                | 8                 | 480               |
| 2001-2002       | Skipper Bologna           | Serie A      | 39      | 34      | 1163    | 84/148           | 93/224           | 73/102           | 103               | 81                | 75                | 10                | 520               |
| 2002-2003       | Skipper Bologna           | Serie A      | 49      | 41      | 1569    | 100/216          | 100/266          | 122/153          | 139               | 105               | 89                | 8                 | 622               |
| 2003-2004       | Skipper Bologna           | Serie A      | 34      | 21      | 898     | 68/156           | 73/168           | 99/117           | 88                | 65                | 60                | 4                 | 454               |
| 2004-2005       | Climamio Bologna          | Serie A      | 45      | 35      | 1380    | 58/116           | 102/311          | 94/120           | 144               | 93                | 90                | 7                 | 516               |
| 2005-2006       | Winterthur FC Barcelona   | ACB          | 34      | 9       | 751     | 33/68            | 63/175           | 38/49            | 71                | 41                | 25                | 2                 | 293               |
| 2006-2007       | Winterthur FC Barcelona   | ACB          | 32      | 14      | 728     | 31/58            | 41/125           | 24/30            | 77                | 51                | 28                | 4                 | 209               |
| 2007-2008       | AXA FC Barcelona          | ACB          | 33      | 32      | 893     | 48/98            | 60/166           | 45/54            | 86                | 57                | 37                | 4                 | 321               |
| 2008-2009       | Regal FC Barcelona        | ACB          | 32      | 12      | 714     | 21/44            | 55/141           | 35/43            | 56                | 51                | 34                | 2                 | 242               |
| 2009-2010       | Regal FC Barcelona        | ACB          | 28      | 5       | 376     | 8/14             | 40/94            | 6/8              | 24                | 20                | 17                | 0                 | 142               |
| 2010-2011       | Regal FC Barcelona        | ACB          | 1       | 0       | 5       | 0/0              | 0/1              | 0/0              | 0                 | 1                 | 0                 | 0                 | 0                 |
| 2011-2012       | Bennet Cantù              | Serie A      | 30      | 2       | 594     | 15/33            | 62/163           | 42/51            | 46                | 56                | 10                | 3                 | 258               |
| 2012-2013       | EA7 Emporio Armani Milano | Serie A      | 29      | 2       | 371     | 11/24            | 24/66            | 8/12             | 38                | 27                | 11                | 0                 | 102               |
| 2013-2014       | Upea Capo d'Orlando       | DNA/G        | 34      | 28      | 885     | 21/42            | 60/162           | 47/60            | 93                | 93                | 32                | 0                 | 269               |
| 2014-2015       | Upea Capo d'Orlando       | Serie A      | 26      | 11      | 629     | 9/22             | 25/81            | 12/16            | 61                | 61                | 18                | 1                 | 105               |
| 2015-2016       | Upea Capo d'Orlando       | Serie A      | 29      | 6       | 628     | 11/30            | 25/94            | 11/13            | 56                | 58                | 25                | 0                 | 108               |
| Totale carriera |                           |              |         |         |         |                  |                  |                  |                   |                   |                   |                   |                   |

### Eurolega
| Anno       | Squadra           | PG  | PT  | MP   | TC%  | 3P%  | TL%  | RP  | AP  | PRP | SP  | PP   |
| ---------- | ----------------- | --- | --- | ---- | ---- | ---- | ---- | --- | --- | --- | --- | ---- |
| 2000-2001  | Fortitudo Bologna | 18  | 14  | 27,4 | 41,7 | 31,1 | 72,9 | 3,1 | 2,2 | 1,5 | 0,2 | 9,9  |
| 2001-2002  | Fortitudo Bologna | 17  | 14  | 32,4 | 44,2 | 43,0 | 73,2 | 2,2 | 3,2 | 1,6 | 0,4 | 11,8 |
| 2002-2003  | Fortitudo Bologna | 19  | 17  | 33,6 | 40,4 | 35,9 | 86,0 | 3,1 | 3,4 | 1,7 | 0,2 | 13,8 |
| 2003-2004  | Fortitudo Bologna | 17  | 12  | 29,4 | 39,6 | 38,7 | 83,3 | 2,6 | 2,9 | 1,3 | 0,0 | 12,1 |
| 2004-2005  | Fortitudo Bologna | 20  | 18  | 30,4 | 40,1 | 35,8 | 90,2 | 3,8 | 2,8 | 2,0 | 0,0 | 12,6 |
| 2005-2006  | Barcellona        | 23  | 6   | 23,5 | 36,4 | 29,4 | 81,4 | 2,2 | 1,6 | 1,0 | 0,2 | 8,7  |
| 2006-2007  | Barcellona        | 22  | 12  | 26,6 | 46,5 | 44,0 | 74,1 | 2,5 | 1,6 | 1,1 | 0,1 | 9,6  |
| 2007-2008  | Barcellona        | 22  | 18  | 26,1 | 37,9 | 28,3 | 77,1 | 2,9 | 1,5 | 1,3 | 0,0 | 9,9  |
| 2008-2009  | Barcellona        | 23  | 13  | 23,3 | 50,0 | 50,6 | 88,9 | 2,1 | 1,7 | 1,2 | 0,0 | 7,8  |
| 2009-2010† | Barcellona        | 18  | 0   | 17,3 | 28,9 | 29,4 | 75,0 | 1,9 | 0,8 | 0,4 | 0,0 | 4,1  |
| 2011-2012  | Pall. Cantù       | 15  | 5   | 21,9 | 42,2 | 43,0 | 83,3 | 1,9 | 3,1 | 0,1 | 0,0 | 10,0 |
| 2012-2013  | Olimpia Milano    | 9   | 0   | 11,7 | 40,9 | 31,6 | 100  | 0,6 | 0,7 | 0,2 | 0,0 | 3,3  |
| Carriera   | Carriera          | 223 | 129 | 25,9 | 40,8 | 36,6 | 81,1 | 2,5 | 2,1 | 1,2 | 0,1 | 9,7  |

### Cronologia recente presenze e punti in Nazionale
| Cronologia completa delle presenze e dei punti in Nazionale - Italia | Cronologia completa delle presenze e dei punti in Nazionale - Italia | Cronologia completa delle presenze e dei punti in Nazionale - Italia | Cronologia completa delle presenze e dei punti in Nazionale - Italia | Cronologia completa delle presenze e dei punti in Nazionale - Italia | Cronologia completa delle presenze e dei punti in Nazionale - Italia | Cronologia completa delle presenze e dei punti in Nazionale - Italia | Cronologia completa delle presenze e dei punti in Nazionale - Italia |
| Data                                                                 | Città                                                                | In casa                                                              | Risultato                                                            | Ospiti                                                               | Competizione                                                         | Punti                                                                | Note                                                                 |
| -------------------------------------------------------------------- | -------------------------------------------------------------------- | -------------------------------------------------------------------- | -------------------------------------------------------------------- | -------------------------------------------------------------------- | -------------------------------------------------------------------- | -------------------------------------------------------------------- | -------------------------------------------------------------------- |
| 05/09/2005                                                           | Atene                                                                | Italia                                                               | 89 - 95                                                              | Serbia e Montenegro                                                  | Torneo Acropolis                                                     | 0                                                                    |                                                                      |
| 06/09/2005                                                           | Atene                                                                | Italia                                                               | 97 - 79                                                              | Germania                                                             | Torneo Acropolis                                                     | 0                                                                    |                                                                      |
| 07/09/2005                                                           | Atene                                                                | Grecia                                                               | 82 - 76                                                              | Italia                                                               | Torneo Acropolis                                                     | 0                                                                    |                                                                      |
| 13/09/2005                                                           | Milano                                                               | Italia                                                               | 75 - 83                                                              | Francia                                                              |                                                                      | 19                                                                   |                                                                      |
| 16/09/2005                                                           | Vršac                                                                | Germania                                                             | 82 - 84                                                              | Italia                                                               | EuroBasket 2005                                                      | 25                                                                   |                                                                      |
| 17/09/2005                                                           | Vršac                                                                | Italia                                                               | 61 - 87                                                              | Russia                                                               | EuroBasket 2005                                                      | 0                                                                    |                                                                      |
| 18/09/2005                                                           | Vršac                                                                | Italia                                                               | 99 - 62                                                              | Ucraina                                                              | EuroBasket 2005                                                      | 6                                                                    |                                                                      |
| 20/09/2005                                                           | Podgorica                                                            | Croazia                                                              | 74 - 66                                                              | Italia                                                               | EuroBasket 2005                                                      | 9                                                                    |                                                                      |
| 19/07/2006                                                           | Bormio                                                               | Italia                                                               | 87 - 71                                                              | Turchia                                                              |                                                                      | 8                                                                    |                                                                      |
| 21/07/2006                                                           | Bormio                                                               | Italia                                                               | 73 - 67                                                              | Canada                                                               |                                                                      | 4                                                                    |                                                                      |
| 22/07/2006                                                           | Bormio                                                               | Italia                                                               | 70 - 75                                                              | Serbia e Montenegro                                                  |                                                                      | 10                                                                   |                                                                      |
| 23/07/2006                                                           | Bormio                                                               | Italia                                                               | 62 - 83                                                              | Grecia                                                               |                                                                      | 8                                                                    |                                                                      |
| 31/07/2006                                                           | Atene                                                                | Italia                                                               | 59 - 66                                                              | Francia                                                              | Torneo Acropolis                                                     | 6                                                                    |                                                                      |
| 02/08/2006                                                           | Atene                                                                | Italia                                                               | 69 - 73                                                              | Croazia                                                              | Torneo Acropolis                                                     | 9                                                                    |                                                                      |
| 04/08/2006                                                           | Berlino                                                              | Italia                                                               | 79 - 65                                                              | Francia                                                              |                                                                      | 15                                                                   |                                                                      |
| 05/08/2006                                                           | Berlino                                                              | Germania                                                             | 65 - 70                                                              | Italia                                                               |                                                                      | 13                                                                   |                                                                      |
| 12/08/2006                                                           | Seul                                                                 | Italia                                                               | 64 - 69                                                              | Turchia                                                              |                                                                      | 7                                                                    |                                                                      |
| 13/08/2006                                                           | Seul                                                                 | Corea del Sud                                                        | 61 - 96                                                              | Italia                                                               |                                                                      | 10                                                                   |                                                                      |
| 19/08/2006                                                           | Sapporo                                                              | Italia                                                               | 84 - 69                                                              | Cina                                                                 | Mondiali 2006                                                        | 27                                                                   |                                                                      |
| 20/08/2006                                                           | Sapporo                                                              | Italia                                                               | 80 - 76                                                              | Slovenia                                                             | Mondiali 2006                                                        | 5                                                                    |                                                                      |
| 22/08/2006                                                           | Sapporo                                                              | Italia                                                               | 64 - 56                                                              | Senegal                                                              | Mondiali 2006                                                        | 0                                                                    |                                                                      |
| 23/08/2006                                                           | Sapporo                                                              | Italia                                                               | 85 - 94                                                              | Stati Uniti                                                          | Mondiali 2006                                                        | 6                                                                    |                                                                      |
| 24/08/2006                                                           | Sapporo                                                              | Italia                                                               | 73 - 72                                                              | Porto Rico                                                           | Mondiali 2006                                                        | 3                                                                    |                                                                      |
| 28/08/2006                                                           | Saitama                                                              | Italia                                                               | 68 - 71                                                              | Lituania                                                             | Mondiali 2006                                                        | 0                                                                    |                                                                      |
| 29/07/2007                                                           | Bormio                                                               | Italia                                                               | 77 - 59                                                              | Turchia                                                              | Amichevole                                                           | 3                                                                    |                                                                      |
| 01/08/2007                                                           | Bormio                                                               | Italia                                                               | 81 - 70                                                              | Croazia                                                              |                                                                      | 10                                                                   |                                                                      |
| 03/08/2007                                                           | Bormio                                                               | Italia                                                               | 86 - 54                                                              | Australia                                                            |                                                                      | 3                                                                    |                                                                      |
| 04/08/2007                                                           | Bormio                                                               | Italia                                                               | 72 - 66                                                              | Croazia                                                              |                                                                      | 2                                                                    |                                                                      |
| 12/08/2007                                                           | Cagliari                                                             | Italia                                                               | 88 - 57                                                              | Rep. Ceca                                                            |                                                                      | 2                                                                    |                                                                      |
| 13/08/2007                                                           | Cagliari                                                             | Italia                                                               | 83 - 73                                                              | Lettonia                                                             |                                                                      | 4                                                                    |                                                                      |
| 14/08/2007                                                           | Cagliari                                                             | Italia                                                               | 84 - 52                                                              | Polonia                                                              |                                                                      | 14                                                                   |                                                                      |
| 20/08/2007                                                           | Atene                                                                | Italia                                                               | 81 - 84                                                              | Slovenia                                                             | Torneo Acropolis                                                     | 6                                                                    |                                                                      |
| 21/08/2007                                                           | Atene                                                                | Grecia                                                               | 72 - 62                                                              | Italia                                                               | Torneo Acropolis                                                     | 5                                                                    |                                                                      |
| 22/08/2007                                                           | Atene                                                                | Italia                                                               | 70 - 86                                                              | Lituania                                                             | Torneo Acropolis                                                     | 5                                                                    |                                                                      |
| 24/08/2007                                                           | Bamberga                                                             | Italia                                                               | 59 - 77                                                              | Russia                                                               |                                                                      | 3                                                                    |                                                                      |
| 25/08/2007                                                           | Bamberga                                                             | Italia                                                               | 79 - 60                                                              | Portogallo                                                           |                                                                      | 18                                                                   |                                                                      |
| 26/08/2007                                                           | Bamberga                                                             | Germania                                                             | 60 - 69                                                              | Italia                                                               |                                                                      | 15                                                                   |                                                                      |
| 30/08/2007                                                           | Roma                                                                 | Italia                                                               | 52 - 73                                                              | Grecia                                                               | Amichevole                                                           | 11                                                                   |                                                                      |
| 03/09/2007                                                           | Alicante                                                             | Italia                                                               | 68 - 69                                                              | Slovenia                                                             | EuroBasket 2007                                                      | 0                                                                    |                                                                      |
| 04/09/2007                                                           | Alicante                                                             | Italia                                                               | 62 - 69                                                              | Francia                                                              | EuroBasket 2007                                                      | 11                                                                   |                                                                      |
| 05/09/2007                                                           | Alicante                                                             | Italia                                                               | 79 - 70                                                              | Polonia                                                              | EuroBasket 2007                                                      | 12                                                                   |                                                                      |
| 08/09/2007                                                           | Madrid                                                               | Italia                                                               | 74 - 79                                                              | Lituania                                                             | EuroBasket 2007                                                      | 13                                                                   |                                                                      |
| 10/09/2007                                                           | Madrid                                                               | Italia                                                               | 84 - 75                                                              | Turchia                                                              | EuroBasket 2007                                                      | 0                                                                    |                                                                      |
| 12/09/2007                                                           | Madrid                                                               | Italia                                                               | 58 - 67                                                              | Germania                                                             | EuroBasket 2007                                                      | 0                                                                    |                                                                      |
| Totale                                                               |                                                                      | Presenze                                                             | 209                                                                  |                                                                      | Punti                                                                | 1 602                                                                |                                                                      |

## Palmarès

### Club
- Campionato italiano: 2

Fortitudo Bologna: 1999-2000, 2004-05
- Campionato spagnolo: 2

Barcellona: 2008-09, 2010-11
- Copa del Rey: 3

Barcellona: 2007, 2010, 2011
- Supercoppa spagnola: 2

Barcellona: 2009, 2010
- Liga catalana: 1

Barcellona: 2010
- Eurolega: 1

Barcellona: 2009-10

### Nazionale
- Olimpiadi:
 Atene 2004
- Europei: 
 Francia 1999
 Svezia 2003
- Giochi del Mediterraneo: 
 Bari 1997

### Individuale
- MVP Serie A: 1

Fortitudo Bologna: 2004
- MVP finali Serie A: 1

Fortitudo Bologna: 2005

## Iltiro ignorante
Con il termine tiro ignorante si identifica un particolare tiro da tre punti della pallacanestro preso in situazioni di emergenza, estremamente forzato, in precario equilibrio e con più avversari addosso. O, più generalmente, un tiro "senza coscienza".
Questo genere di azione lascia completamente spiazzati i difensori di qualsiasi squadra (e spesso anche i propri compagni) ed è stato "inventato" da Gianluca Basile all'indomani della vittoria della sua squadra contro il Cantù, durante i quarti di finale di play-off della stagione 2002-03. Era il 20 maggio 2003, al Pianella si giocò gara 3 sul punteggio di 1-1 nella serie. L'allora Skipper vinse 102-87 dopo un tempo supplementare, in una gara che cambiò probabilmente il destino del club e che si risolse all'inizio dell'overtime. Con, appunto, una serie di tiri ignoranti, con triple prese da Basile in transizione o dopo pochi secondi dall'inizio dell'azione.
Il tiro ignorante per eccellenza è considerato da tutti quello all'ultimo secondo contro l'Efes Pilsen Istanbul nell'Eurolega 2003-04 che contribuì a qualificare i bolognesi alla Final Four. Così come, una stagione più tardi, una serie di tiri ignoranti ribaltarono la gara di Top 16 che la Fortitudo vinse contro il Tau Vitoria nell'ultimo quarto. L'ultimo tiro della serie con la maglia del Barcellona Basile lo ha fatto registrare in gara 1 della finale dei play-off 2009 della Liga ACB contro il Baskonia. Con la maglia di Cantù, Basile realizzò una tripla ignorante allo scadere regalando il successo sul campo del Bizkaia Bilbao Basket, e di fatto il passaggio alle Top 16, nell'8ª giornata di Eurolega 2011-12. Con la maglia di Capo d'Orlando, con un tiro ignorante allo scadere (più fallo) Basile portò alla vittoria i padroni di casa contro la Scaligera Verona.